# شون هيغنز (كرة سلة)
شون هيغنز (بالإنجليزية: Sean Higgins)‏ مواليد 30 ديسمبر 1968 في ديترويت، هو لاعب كرة سلة أمريكي معتزل. بدأ مسيرته الاحترافية في سنة 1990. تم اختياره من قبل فريق سان أنطونيو سبرز خلال الدرافت. يبلغ طوله 6 قدم 9 بوصة (2.1 م). اعتزل اللعب في 2007. أحرز خلال مسيرته في الإن بي إيه 1375 نقطة بمعدل 6.3 نقاط في المباراة الواحدة.

## المسيرة الاحترافية
لعب مع سان أنطونيو سبرز من سنة 1990 إلى 1992، ثم لعب مع أورلاندو ماجيك في سنة 1992، ثم لعب مع غولدن ستايت ووريورز في سنة 1993، ثم لعب مع بروكلين نتس في موسم 1994–1995، ثم لعب مع فيلادلفيا سفنتي سيكسرز في موسم 1995–1996، ثم لعب مع أولكرسبور في موسم 1996–1997، ثم لعب مع بورتلاند ترايل بلايزرز في سنة 1997.

## روابط خارجية
- شون هيغنز على موقع إن بي أي (الإنجليزية)
- شون هيغنز على موقع سبورتس رفرنس (الإنجليزية)
- شون هيغنز على موقع كرة السلة الأوروبية.كوم (الإنجليزية)
- شون هيغنز على موقع كلية كرة السلة في سبورتس رفرنس.كوم (الإنجليزية)
- شون هيغنز على موقع ريلجم (الإنجليزية)
- شون هيغنز على موقع بروبوليرز (الإنجليزية)